# Małgorzata Kenneth
Małgorzata zwana Panną Norweską, lub Dziewczęciem z Norwegii (ang. the Fair Maid of Norway), (ur. 1283, zm. ok. 29 września 1290) – córka Małgorzaty (córki Aleksandra III i Małgorzaty Plantagenet) i króla Norwegii z dynastii z Vestfold – Eryka II Wroga Księży, ostatnia przedstawicielka dynastii Kennethów, wywodzącej się od pierwszego króla Szkocji – Kennetha I MacAlpina.
Została w wieku 3 lat (po śmierci dziadka, stryjów i matki) namaszczona na królową Szkocji (1286). Z uwagi na swój wiek, a także fakt przebywania w Norwegii, była jedynie nominalną władczynią kraju. Król Anglii – Edward I Plantagenet, zwany Długonogim – prowadził przez ten czas politykę mającą doprowadzić do zagarnięcia Szkocji przez Anglię. Jednym z jego pomysłów było małżeństwo między trzyletnią Małgorzatą a jego sześcioletnim wówczas synem – również Edwardem. Podpisał nawet sojusz (nazywany później Traktatem z Birgham), w którym za pośrednictwem małżeństwa norweskiej księżniczki Małgorzaty z synem Edwarda I – Edwardem, Anglia, Szkocja i Norwegia miały być połączone Unią Personalną w 18 lipca 1290 roku.
W tym celu wysłał po Małgorzatę do Norwegii okręty, które jednak po miesiącu wróciły bez królowej, gdyż królewna nie zamierzała opuścić swojego państwa bez zgody ojca. Wówczas Eryk II – ojciec Małgorzaty – zdecydował się wysłać dziewczynkę do Szkocji drogą przez Hebrydy. Ciężki klimat i druga z rzędu wyczerpująca podróż spowodowały, że Małgorzata zmarła, nie postawiwszy nawet stopy na ziemi, której była przez cztery lata królową. Po jej śmierci rozgrywki o tron Szkocji przybrały na sile.